# Jacob Branting (journalist)
Hjalmar Jacob Branting, född 11 augusti 1930 i Oscars församling, Stockholm, död 8 juli 2006 i Sankt Matteus församling, Stockholm, var en svensk journalist, poet och översättare. Han var son till advokaten Georg Branting och Rina, ogift Lind, samt sonson till Hjalmar Branting. 

## Biografi
Efter fil. kand.-examen i litteraturvetenskap 1955 sökte sig Branting till pressen, och var en tid Dagens Nyheters korrespondent i London. År 1958 anställdes han som kulturredaktör på Arbetarbladet i Gävle och knöt dit en rad framstående skribenter i början av karriären, bland andra Sven Delblanc och Jan Myrdal. År 1965 rekryterades Branting av Karl Vennberg till Aftonbladets kultursida, där han var en av de ansvariga för den så kallade Innerspalten. Han lämnade tidningen 1995 efter en uppmärksammad konflikt om kultursidans omgörning, men fortsatte att publicera dagsverser, av vilka ett urval trycktes i boken Huller (1998). 
Som poet hade debuterade Branting med den samhällskritiska men fint livsbejakande diktsamlingen Idag röd (1960). Betydande är också hans översättningar och tolkningar av protestsånger av Joe Hill, Chicho Ferlosio (”Den svarta tuppen”) och andra.
Han var från 1953 till sin död gift med filosofie magister Elsa Heyman (född 1930), dotter till förste bibliotekarie Harald Heyman och Stina, ogift von Unge. En son till paret, Simon Branting (född 1955), var en tid gift med regissören Åsa Melldahl.